# Anke Brokstra
Annigje Hendrika Brokstra (Amsterdam, 23 juni 1940 - Vriescheloo, 15 mei 2021) was een Nederlandse beeldend kunstenares, operazangeres en zangpedagoge. Als zangeres en schilderes stond zij bekend onder de naam Anke Brokstra.

## Biografie
Op 14-jarige leeftijd ging zij in de leer bij de kunstschilder en kunstcriticus Freek van den Berg (1918-2000). Zij werd zijn model en trouwde met hem. Brokstra tekende en schilderde vanaf haar 16e tot haar dood een omvangrijk oeuvre bij elkaar. Zo'n duizend olieverfschilderijen en ontelbare tekeningen. In de jaren '70 volgde zij een antroposofische kunstopleiding bij Eva Mees. Zij exposeerde nooit, maar een groot deel van haar schilderijen zijn in particuliere verkoop over de hele wereld verspreid. 
Op 16-jarige leeftijd ging zij naar het Amsterdams conservatorium. Haar debuut maakte zij in 1965 bij Opera Forum, als Elizabeth in Wagner's Tannhäuser, onder Paul Pella. Zij zong vele operarollen en in een aantal musicals. Ze deed vele optredens voor radio en televisie en maakte plaatopnames met o.a. Willy Alberti en Elly Ameling. Ze kwam landelijk in het nieuws in 1968 door haar ontslag, vlak voor de première van de eerste productie van 'De Man van La Mancha' in Nederland. In 1983 zong ze de rol van Aldonza/Dulcinea alsnog (gedeeld met Ans van Dam) bij de Opera-Studio. Na haar scheiding van Freek van den Berg ging zij opnieuw zang studeren bij Vera Rózsa in Londen. Vanaf 1978 bouwde zij een uitgebreide zanglespraktijk op. Van 1988 tot haar dood was ze getrouwd met de kunstschilder Bas Konings.